# Sana al-Sayegh
Sana al-Sayegh és la degana de la Facultat de Ciència i Tecnologia de la Universitat de Palestina. Ha representat la universitat en diverses conferències arreu del món.

## Conversió
La conversió d'Al-Sayegh a l'islam del cristianisme l'agost de 2007 va provocar controvèrsia. Oficials de Fatah van acusar el seu rival polític Hamàs de segrestar al-Sayegh i forçar-la a convertir-se a l'islam, cosa que Hamàs va negar.
En una trobada amb la seva mare a la casa oficial de Hamàs, Al-Sayegh va dir, "Sí, Déu em va guiar pel bon camí." La mare, tanmateix, va afirmar que la seva filla havia estat forçada a fer aquella declaració. Fonts properes a la família asseguren que al-Sayegh els havia contactat per explicar-los que havia estat obligada a casar-se amb un professor musulmà a la Universitat.
Ala Aklouk, un clergue musulmà de la ciutat de Gaza, va dir que, havent parlat amb la professora, havia arribat a la conclusió que ella s'havia convertit pel seu propi peu. Va negar les acusacions segons les quals s'havia convertit pel seu casament amb un home musulmà. Va assegurar que la professora tenia por d'explicar la conversió a la seva família.
Hanan Matar, una activista que treballa al Centre Palestí pels Drets Humans a Gaza, va dir que s'havia reunit amb al-Sayegh, que negava haver-se convertit a causa del casament. Va desecriure el comportament d'al-Sayegh com el d'una "dona religisa musulmana".